# Guercino
Giovanni Francesco Barbieri (8. februar 1591 - 22. december 1666), najbolj znan kot Guercino  ali Il Guercino, je bil italijanski baročni slikar in risar iz regije Emilija in aktiven v Rimu in Bologni. Dejaven naturalizem njegovega zgodnjega načina je v nasprotju s klasičnim ravnotežjem njegovih kasnejših del. Njegove številne slike so znane po svoji svetlosti in živahnemu slogu.

## Življenje in delo
Rodil se je v kraju Cento, vasi med Bologno in Ferraro. V zgodnji mladosti je pridobil vzdevek Guercino (italijansko za škilavec), ker je škilil. Bil je pretežno samouk, pri starosti je 16 let delal kot vajenec v trgovini Benedetta Gennarija, slikarja bolonjske šole. Leta 1615 se je preselil v Bologno, kjer je njegovo delo pohvalil Ludovico Carracci. Guercino je naslikal dve veliki platni, Prerok Elija in Samsona ugrabijo Filistejci, za kardinala Serra, papeževega legata v Ferrari. Te slike so močno naturalistične v Caravaggovem slogu, čeprav je malo verjetno, da je Guercino videl karkoli od rimskih Caravaggiovih originalov.
Arcadijske pastirje (Et in Arcadia ego) je naslikal leta 1618 ob istem času kot Leteči Marsyas z Apollonom v palači Pitti. Dramatična kompozicija je značilna za Guercinova zgodnja dela, ki so pogosto burna. . Pogosto je trdil, da so na njegov zgodnji slog vplivala platna Ludovica Carraccija, ki jih je videl v kapucinski cerkvi v Cento. Nekaj njegovih kasnejših del je bližje slogu njegovega sodobnika Guido Renija in so pobarvane z večjo lahkotnostjo in jasnostjo.

## Kariera
Markiz Enzo Bentivoglio ga je priporočil bolognskemu papežu Gregorju XV.. Leta 1621-23, ki jih je preživel v Rimu so bila zelo produktivna. Iz tega obdobja so njegove freske Aurora v igralnici Ville Ludovisi, strop v cerkvi San Crisogonu (1622) Sveti Kerševan v slavi, portret papeža Gregorja XV. (sedaj v Getty Museum) in pokop sv. Petronilla ali oltarna slika sv. Petronila v Vatikanu (sedaj v Museo Capitolini), ki velja za njegovo mojstrovino.
Po smrti Gregorja XV. se je Guercino vrnil v domači kraj. Leta 1626 je začel delati freske v stolnici v Piacenzi. Podrobnosti o njegovi karieri po letu 1629 so dobro dokumentirane v knjigi Libro dei Conti di Casa Barbieri, ki sta jo Guercino in njegov brat Paolo Antonio Barbieri posodabljala in se je ohranila. Med letoma 1618 in 1631 je Giovanni Battista Pasqualini pripravil 67 gravur, ki dokumentirajo zgodnja Guercinova dela, in niso vključene v Libro dei Conti. 
Leta 1642, po smrti Guida Renija, se je Guercino preselil v njegovo delavnico v Bologni in postal glavni mestni slikar. Leta 1655 mu je frančiškanski red Reggio izplačal 300 dukatov za oltar sv. Luke prikazuje slikanje Marije in otroka (sedaj v Nelson-Atkins Museum of Art, Kansas City). Corsini mu je tudi plačal 300 dukatov za Šibanje Kristusa, ki ga je naslikal leta 1657.
Guercino je bil ekstremno hiter slikar: končal je nič manj kot 106 velikih oltarnih slik za cerkve in še 144 drugih slik. Bil je tudi plodovit risar. Njegova proizvodnja obsega številne risbe, običajno v črnilu, opranem črnilu ali rdeči kredi. Večina od njih je bila narejena kot pripravljalna študija za kasnejše slike, a je narisal tudi pokrajine, žanrske teme in karikature za svojo lastno zabavo. Guercinove risbe so znane po svoji artikulirani obliki, v kateri je »hitro, kaligrafsko potezo čopiča kombiniral s pikami, črticami in šrafurami za opis oblike«.  Guercino je slikal in učil vse do svoje smrti leta 1666 in si nakopičil opazno bogastvo. Ker ni bil nikoli poročen, je njegova posest prešla na njegove nečake in učence, Benedetta Gennrija II. in Cesare Gennarija. Drugi učenci so bili Giulio Coralli, Giuseppe Bonati Ferrara, Cristoforo Serra Cesena, oče Cesare Prontija iz Ferrare, Sebastiano Ghezzi, Sebastiano Bombelli, Lorenzo Bergonzoni iz Bologne, Francesco Paglia iz Brescie, Benedetto Zallone iz Cento in Matteo Loves.

## Dela
- Suzana in starca, 1617
- Vrnitev Prodigalovega sina, 1619
- Kristus in samaritanka II
- Mars s Kupidom, 1649
- Kleopatra in Oktavijan, 1649
- Atlas drži nebesni globus, 1646
- David z Goliatovo glavo, okoli 1650
- Poslanstvo sv. Alojzija Gonzage, 1650
- Vrnitev Progdialovega sina, 1651
- Personifikacija astrologije, ca. 1650–55, Blanton Museum of Art, Texas
- Kralj David, c. 1768

## Razstave
Razstava Guercino. Triumf baroka. Mojstrovine Centa, Rima in poljska zbirka, prikazana v Narodnem muzeju v Varšavi med septembrom 2013 in februarjem 2014.